# Río Kurówka

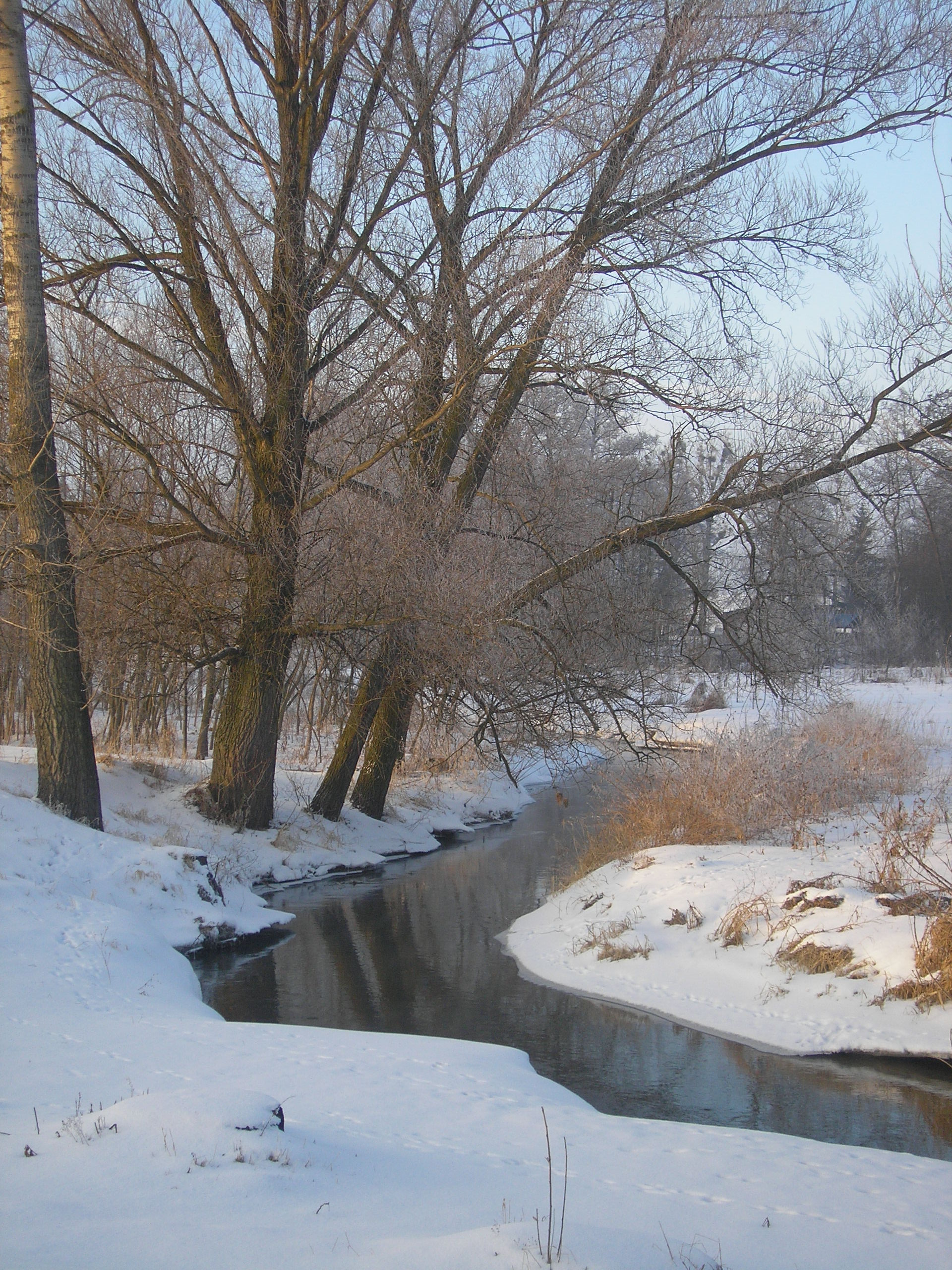
El Kurówka a la altura de Chrzachow.

El río Kurówka (en polaco: Kurówka) es un corto río del sudeste de Polonia, un afluente por la margen derecha del río Vístula en su curso medio. Tiene una longitud de unos 43 km y drena una cuenca hidrográfica de unos 395 km².  Administrativamente el río discurre por el voivodato de Lublin. Sus principales afluentes son los ríos Bialka o Bielkowa (18 km), Garbowka o Struga Kurow (6 km) y Struga Wodna (3 km).
A causa de la planta de producción de nitrógeno ubicada en la ciudad de Pulawy, que lo usa como su principal fuente y efluente de agua, su desembocadura fue canalizada y separada del Vístula por un complejo sistema de descontaminación.

## Ciudades y pueblos principales que atraviesa
De la fuente hacia la desembocadura, el Kurówka atraviesa las ciudades y pueblos importantes que siguen:
- Garbow
- Markuszow
- Kurow
- Konskowola
- Pulawy